# Frank Meyer
Frank Straus Meyer ( /ˈmaɪ.ər/ ; 9 de maio de 1909 - 1 de abril de 1972 ) foi um filósofo e ativista político estadunidense mais conhecido por sua teoria do fusionismo, uma filosofia política que funde elementos do libertarianismo e do tradicionalismo numa síntese filosófica que é colocada como a definição do conservadorismo americano moderno. A filosofia de Meyer foi apresentada em dois livros: o principal é In Defense of Freedom: A Conservative Credo (1962), e o outro é The Conservative Mainstream (1969), uma coleção de ensaios. O fusionismo foi resumido por EJ Dionne Jr. como "usar meios libertários numa sociedade conservadora para fins tradicionalistas".

## Trajetória pessoal
Meyer nasceu numa família empresarial de ascendência judaica alemã </link> em Newark, Nova Jersey. Seus pais eram Helene (Straus) e Jack F. Meyer. Frequentou a Universidade de Princeton por um ano e depois se transferiu para o Balliol College na Universidade de Oxford. Lá obteve seu bacharelado em 1932 e seu mestrado em 1934. Mais tarde, foi par a London School of Economics e se tornou presidente do sindicato estudantil. Em 1933, porém, foi expulso e deportado por seu ativismo comunista.
Tal como vários editores seniores que fundaram a revista National Review, Meyer foi um apparatchik do Partido Comunista dos EUA antes de se converter ao conservadorismo político. Suas experiências como comunista são relatadas em seu livro The Moulding of Communists: The Training of the Communist Cadre em 1961. Enquanto servia no Exército dos EUA durante a Segunda Guerra Mundial, leu O Caminho da Servidão, de Hayek, e começou uma "reavaliação excruciante de suas crenças comunistas". Em 1945, fez uma ruptura completa, após 14 anos de serviço de liderança ativa ao Partido Comunista. Após a guerra, ele contribuiu com artigos para o precoce periódico defensor do livre mercado The Freeman e, mais tarde, em 1955, juntou-se à equipe original da National Review. 
Uma vez completa a guinada para a direita, Meyer se tornou um conselheiro e confidente de William F. Buckley, Jr., o fundador e editor da National Review. Na introdução do livro Did You Ever See a Dream Walking: American Conservative Thought in the 20th Century (1970), Buckley deu a Meyer o crédito por sintetizar de maneira adequada as tendências tradicionalistas e libertárias do conservadorismo, começando pela própria revista.
Meyer escrevia uma coluna chamada "Princípios e Heresias", que aparecia em todas as edições da revista. Foi o editor de resenhas de livros; e atuou como um importante porta-voz de seus princípios. 
Meyer se casou com a Elsie Bown e teve dois filhos: o advogado John Cornford Meyer e  Eugene Bown Meyer, que se tornou presidente da Sociedade Federalista . Ambos têm títulos internacionais em xadrez. John é um Mestre FIDE, e Eugene possui o posto de Mestre Internacional, logo abaixo de Grão-Mestre.
Meyer se converteu ao catolicismo pouco antes de morrer de câncer de pulmão em 1972.
Meyer era conhecido nos círculos conservadores e libertários por seu estilo de vida noturno. Buckley e outros relembraram em Miles Gone By: A Literary Autobiography que Meyer dormia durante o dia e ficava ao telefone à noite em nome de seu jornalismo e ativismo.

## Filosofia da história
O lugar mais relevante para começar a colocar Meyer em contexto está seu artigo "Western Civilization: The Problem of Political Freedom", que fechou a edição de 1996 de In Defense of Freedom and Related Essays. Enquanto pensador daquilo que Hayek chamou de escola filosófica do “racionalismo crítico” (que é mais empírica do que o “racionalismo construtivista” do dedutivismo a priori), a compreensão de Meyer da história mundial é central para sua filosofia. O argumento essencial de Meyer baseia-se explicitamente na volumosa obra Ordem e História, de Eric Voegelin. Para este, toda a história do mundo até os tempos modernos foi composta por sociedades "cosmológicas" que unificaram toda a atividade social sob um mito controlador, subsumindo a sociedade e o Estado num entendimento comum e num monismo de poder. Meyer rotulou as sociedades como "fortemente unificadas" em seus costumes, cultura, economias, religião e governo, por meio da supressão de todos os entendimentos contraditórios.
Seguindo "Liberty in Ancient Times", de Lord Acton, Meyer encontrou apenas duas "agitações" históricas nas quais essa unidade cosmológica foi violada, ainda que temporariamente. Em Atenas, Sócrates usou sua visão da caverna para descobrir outra realidade por trás de sua realidade cosmológica, conforme interpretada por suas autoridades democráticas. Sócrates as desafiou ao ver as formas ideais como o verdadeiro repositório da verdade, além dos mitos de sua cultura. A unidade foi desafiada de maneira tão fundamental que a sociedade se voltou contra o profeta, matou-o e retornou à sua unidade anterior. Abraão também rejeitou a unidade cosmológica de Ur e reivindicou um Deus que era independente e mais poderoso do que seu mito. Moisés reforçou isto anos depois ao rejeitar a sociedade cosmológica egípcia para estabelecer uma Jerusalém cujos profetas também desafiariam o Estado e a sociedade, com Natã até mesmo forçando o monarca a admitir o mal e se arrepender. Ainda assim, os representantes do poder estatal em geral ignoravam ou restringiam seus desafiantes. De todo modo, Roma, um novo Estado cosmológico, pôs fim a ambas as agitações e estabeleceu uma unidade cosmológica ainda mais forte.
César tornou-se o “símbolo santificado do cosmos”, nos termos de Meyer, e passou a dominar o mundo conhecido. Os tempos modernos não quebraram a unidade até que uma pequena voz no interior de Roma gritou: "Dai a César o que é de César e a Deus o que é de Deus". A Encarnação, o "lampejo da eternidade no tempo", como Meyer a rotulou, de fato cortou a unidade pelos seus efeitos concretos e provou  empiricamente ser ainda mais duradoura na Europa do que César. Contudo, não criou uma nova unidade, mas uma “tensão”  entre o poder empírico e um poder místico proveniente de outro mundo, que no entanto energiza este mundo. Na Europa, há "dois conjuntos de tensões" de Igreja e Estado contestados e, mais tarde, outras tensões de cidades, vilas e propriedades foram adicionadas, culminando em uma Carta Magna que exigia que nenhuma força unificasse o resto, o que criou as condições para a liberdade sob a lei acordada, em vez de uma única forma cosmológica imposta pelo Estado.
A ideia de dividir o poder para permitir a liberdade dentro da tradição foi apenas parcialmente concretizada na Europa medieval e foi mais tarde desafiada fundamentalmente pela ascensão das monarquias e parlamentos nacionais, que reivindicavam um direito e poder divino ou popular para se reconstituírem em novas formas cosmológicas ou utópicas para recuperar o sentido de ordem e unidade prometido pelo monismo. Antes que a tensão fosse domada na Inglaterra, ela foi transferida para as suas colônias na América, as quais estavam protegidas pelo isolamento, e assim foi possível que que a tensão e o equilíbrio de poder entre a liberdade e a tradição atingissem o seu pináculo na Constituição dos EUA. A tentação utópica de regressar ao casulo da unidade cosmológica ou radical, contudo, sobreviveu até mesmo nos Estados Unidos.
Seja pelo lado doméstico, como a de Woodrow Wilson, seja por influências estrangeiras, como Rousseau, Hobbes e Maquiavel, os reformadores viam a divisão do poder, bem como a tradição que sustentava a sua tensão, como os problemas sociais centrais dos tempos modernos, assumindo a tarefa de remover os impedimentos a uma unidade restaurada. Para Meyer, a tarefa do conservadorismo era preservar a tensão da tradição ocidental para proteger a liberdade humana, que era inerentemente pluralista.

## Liberdade e tradição
Em seu livro mais influente, Em Defesa da Liberdade, a liberdade foi definida no que Isaiah Berlin chamaria de termos "negativos" como a minimização do uso de coerção pelo Estado em seu papel essencial de impedir que a liberdade de uma pessoa interfira na de outra. Enquanto o utopismo de esquerda era considerado a ameaça imediata à sobrevivência dessa liberdade, Meyer visava um "Novo Conservadorismo" como o principal antagonista contra a liberdade da direita em sua época. Este novo conservadorismo via a sociedade como um organismo cujo agente era o governo nacional e não os estados ou entidades privadas. Os novos conservadores eram menos estatistas do que a esquerda e até apoiavam retoricamente a liberdade, mas era uma liberdade definida como um fim e não como um meio, com Meyer a usar a definição de liberdade positiva de Clinton Rossiter, de 1955, no seu Conservadorismo na América como o seu principal contraste.
Meyer argumentou que a virtude só poderia residir no indivíduo. O Estado deve proteger a liberdade, mas deixar a virtude a cargo dos indivíduos. O direito dos outros à liberdade deve ser respeitado pelo indivíduo, mesmo que o Estado não o respeite. O Estado tem apenas três funções legítimas: polícia, exército e sistema jurídico, todas necessárias para controlar a coerção, a qual é imoral se não for restrita. Há uma obrigação para com os outros, mas é individual, pois até o “Grande Mandamento” é expresso de forma individual: Deus, o próximo e nós mesmos somos, cada qual, individual. A virtude é crucial para a sociedade, e a liberdade deve ser equilibrada pela responsabilidade; mas ambas são inerentemente individuais na forma. Os valores impostos não podem ser virtuosos. A questão de como preservar a ordem moral é importante, mas exigiria “outro livro”  que ele nunca escreveu. No entanto, mesmo quando o Estado toma medidas devidamente limitadas para proteger a liberdade, a tradição moldará necessariamente cada uma dessas decisões.
A liberdade por si só não tem objetivo, nem fim intrínseco. A liberdade de Meyer não é abstrata nem utópica, como a dos utilitaristas, que também fazem da liberdade um fim e não um meio. Uma utopia de liberdade é, para ele, uma contradição em termos. Numa sociedade real, a ordem tradicional e a liberdade só podem coexistir em tensão. Para manter a essencialidade da liberdade e da tradição, a solução para o dilema é “agarrá-la pelos dois chifres”. A solução é uma síntese de ambas, mesmo diante daqueles que, como Leo Strauss, argumentam que tal síntese não é possível ou mesmo lógica. Donald Devine argumentou que a síntese de Meyer é um primeiro princípio ou axioma tão válido quanto o primeiro princípio monista de Strauss, e relaciona isso à tradição filosófica do racionalismo crítico de Hayek e àqueles que ele identifica com ela, como Aristóteles, Cícero, Tomás de Aquino, Montesquieu, John Locke, Adam Smith e Lord Acton.

## Críticos tradicionalistas
A tentativa de síntese de Meyer foi questionada por aqueles que representavam ambas as partes constitutivas. Os tradicionalistas foram provocados pelas declarações negativas de Meyer sobre dois dos seus favoritos, Robert Nisbet e Russell Kirk, às quais Kirk retribuiu chamando-o de "um ideólogo da liberdade". Meyer, no entanto, referiu-se a ambos como pensadores "sérios", uma nota de rodapé de Meyer até admitiu que Kirk "nos últimos anos" tinha sido mais favorável à liberdade, e chamou as opiniões de Kirk sobre a liberdade em si de "excelentes". Meyer também admitiu que tanto Nisbet como Kirk desejavam principalmente apenas o poder comunitário local, em oposição ao poder nacional ou mesmo estadual, "para seu crédito"; mas mesmo assim poderiam ser repreendidos por não entenderem que a lógica comunitária local é que o governo local é mais baseado na liberdade.
O alvo de Meyer era o tradicionalista Rossiter, e não Kirk ou Nisbet. Meyer até admitiu que os Novos Conservadores estavam certos ao afirmar que a virtude é "o mais importante dos problemas". O problema fundamental era que Rossiter insistia numa “liberdade positiva”  que transformava a liberdade de um meio num fim, tal como fizeram os libertários utilitaristas. Contrariamente à afirmação do filósofo católico Stanley Parry de que Meyer nem sequer reconhecia a família como uma comunidade natural, Meyer chamou à família e ao Estado “associações necessárias”. A família era diferente de todas as outras instituições, pois as crianças não eram indivíduos plenos e, portanto, necessitavam de proteção e direitos limitados. Argumentou que o Estado, na verdade, tinha sido um obstáculo à virtude e à família, e não seu defensor. No que diz respeito à educação das crianças, antes do controle estatal, as escolas ensinavam a virtude e as verdades da civilização ocidental e àquela época não mais o faziam.
O colega editor da National Review, Brent Bozell criticou Meyer por exigir uma "liberdade máxima" e por argumentar que a liberdade é necessária para agir de maneira virtuosa. Meyer não fez nenhuma dessas alegações. Na verdade, ele escreveu que a liberdade total era impossível. Ele não disse que a liberdade era necessária para a virtude, mas apenas que a virtude forçada não é virtuosa. Um ato forçado pode ser objetivamente virtuoso em algum sentido, mas não para o indivíduo que é forçado a agir. A preocupação de Meyer era que dar ao Estado o poder de definir a virtude é não ter nenhum padrão para a virtude. Sua definição mudaria com cada mudança na distribuição de poder. Não se pode dar ao Estado a definição de virtude, senão não há virtude; há apenas poder. Na verdade, Bozell no final recomendou uma política social baseada no princípio moral da subsidiariedade, o que não é muito diferente da posição de Meyer.
Um artigo de Parry argumentou que a crítica libertária de Meyer estava correta sobre o Estado e que a reforma necessitava de uma revisão da tradição, uma vez que a visão anterior havia perdido sua energia. A restauração pura seria reacionária e impossível, uma vez quebrada. A restauração exigia um novo "profeta" que teria que convencer as pessoas a adotar livremente a revisão, sem depender da força, que simplesmente não pode ser inspiradora o suficiente para uma mudança substancial. É necessário tirar o que há de bom da tradição atual, remover o que foi corrompido e proclamar a revisão como uma tradição renovada, que deve convencer especificamente os “membros individuais de uma multidão” para que uma verdadeira síntese revitalize a sociedade.
No final da década de 1960, Meyer se envolveu em um debate contínuo sobre o status de Abraham Lincoln com Harry V. Jaffa . Jaffa criticou Meyer por culpar Lincoln pela "destruição da autonomia dos estados". Meyer argumentou que os abusos das liberdades civis e a expansão do poder governamental por parte de Lincoln deveriam torná-lo um anátema para os conservadores, enquanto Jaffa defendeu Lincoln como na tradição dos Pais Fundadores. A escravatura, a segregação e os direitos civis dos negros foram vistos como o caso definitivo contra a relevância do fusionismo nos tempos modernos devido à insistência de Meyer e outros na época em que os direitos dos estados fossem preservados mesmo diante dessas exigências.
Harry V. Jaffa argumentou que nem a soberania estadual, nem a nacional estavam claramente estabelecidas na Constituição; mas nenhum presidente americano operou de fato com base na suposição de que o poder estatal era preeminente, dando à Constituição uma orientação nacionalista. Uma vez em posição de agir nacionalmente, todos os presidentes exerceram poder nacional. Alguns dos presidentes citados agiram em favor dos direitos dos estados, mas mais como autoridades estaduais ou ex-presidentes, e não tanto quando estavam no poder, como Thomas Jefferson ou James Madison . Meyer respondeu que, de fato, os estados tinham poder e até causaram uma Guerra Civil, que seria mais precisamente rotulada como uma guerra entre os estados.
Meyer argumentou que o poder nacional limitado, a autonomia dos estados e o descentralismo eram a essência da Constituição no que diz respeito ao governo. Lord Acton considerou o federalismo a contribuição única dos EUA para a compreensão histórica da liberdade. Certamente essa força se atrofiou com o tempo e até Meyer concedeu alguns limites da 14ª Emenda às ações estaduais. Mas ele defendeu, junto com o editor da National Review James Burnham, que os Tribunais Federais não eram supremos. A separação de poderes era a essência da Constituição, incluindo em grande parte os estados cujos controles e equilíbrios ainda estavam vivos na sua época, na anulação efetiva, ainda que parcial, dos processos e leis dos tribunais nacionais.

## Críticos libertários
Alguns libertários juntaram-se vigorosamente à crítica da conclusão de Meyer de que tanto o libertarianismo ideológico como o tradicionalismo eram distorções da mesma tradição ocidental e que ambos minavam a liberdade. Meyer censurou especificamente os favoritos libertários Jeremy Bentham e John Stuart Mill por estabelecerem a liberdade como um fim, não muito diferente dos Novos Conservadores, apenas os fins eram diferentes. Meyer argumentou que os libertários utilitaristas usam hoje o poder do tribunal para forçar fins de "liberdade" com frases vagas como devido processo legal e proteção igualitária, manipulando versões utópicas de liberdade de imprensa, religião e expressão. Os libertários puros presumem que sabem o que é "liberdade" e que o Estado deve impor sua visão por meio dos tribunais. Meyer argumentou que a liberdade por si só não tinha fim, nem propósito, a não ser servir de meio para as pessoas escolherem livremente os seus próprios fins.
Ronald Hamowy argumentou que a síntese de Meyer não pode ser mantida porque havia uma diferença fundamental entre um liberalismo clássico que promovia mercados e liberdade, e um conservadorismo tradicionalista que resistia a isso. Murray Rothbard foi visto favoravelmente por Meyer pelo seu reconhecimento da importância da tradição no raciocínio, especialmente pelo seu apoio a São Tomás de Aquino e pela sua opinião de que o "ódio" do Iluminismo pela Igreja Católica medieval enfraquecia a liberdade. Rothbard foi criticado apenas por ser muito pessimista em sua visão dos tribunais como o "poder final", em comparação com a visão de Meyer de que a separação de poderes não deixava nenhum ramo no comando e que cada um tinha poder contra os outros, incluindo o Congresso e os estados contra os tribunais nacionais.
Rothbard, de fato, argumentou que o fusionismo de Meyer era na verdade o ramo do pensamento libertário baseado na lei natural e nos direitos naturais, que o próprio Rothbard e outros verdadeiros libertários seguiram. O jornalista libertário Ryan Sager, em The Elephant in the Room: Evangelicals, Libertarians, and the Battle for the Soul of the Republican Party, de 2007, fez uma análise favorável do trabalho de Meyer e pediu um renascimento do fusionismo de Meyer para salvar o partido em dificuldades após suas derrotas eleitorais em 2006.

## A síntese filosófica de Meyer
O argumento de Rothbard de que Meyer era simplesmente um libertário e não um sintetizador, alguém que estava um tanto confuso sobre a natureza da tradição, pode ser criticado por forçar a tradição em sua filosofia pela porta dos fundos, chamando-a de "senso comum". Rothbard insistiu que a moralidade já fazia parte do libertarianismo como ele o entendia – a "ala dos direitos naturais aristotélico-lockeanos", como ele a rotulou, em oposição à "ala utilitarista-emotivista-hedonista".
Paul Gottfried criticou a síntese fusionista de Meyer da direita tradicionalista e realista, alegando que é impossível dizer que o fusionismo de Meyer funcionou. Este rejeitou muitos elementos de um fusionismo abrangente que poderia ter criado um movimento que alcançaria grandes feitos, mas falhou ao expurgar vozes poderosas da direita que não seguiam sua linha partidária. Meyer baseou sua visão de liberdade na "metafísica cristã", assim como Rothbard, argumentou Gottfried, tornando a filosofia da história de Meyer muito "rude" para atrair muitos da Velha Direita que eram mais realistas, seculares e pragmáticos. Rejeitados pela direita fusionista, eles tendiam a se ver como mártires de seus princípios, especialmente excluídos pelos neoconservadores que controlavam o acesso ao financiamento intelectual e ao prestígio. Gottfried apelou a uma nova aliança fusionista mais abrangente, baseada em princípios "semelhantes" aos de Meyer, que poderia agora incluir uma Velha Direita de segunda geração que "já não exalta um governo ativo, mesmo em princípio", uma coligação que apenas excluiria os neoconservadores nacionalistas e pró-grande governo.
Joseph Bottum "não [consegue] ver como juntar o ovo rachado do conservadorismo novamente. Parece não haver lugar nos EUA de hoje para o fusionismo de Frank Meyer, ou mesmo para o republicanismo de grande porte de Ronald Reagan." Os paleocons de Gottfried rejeitam o "Homem Verdadeiro" como entendido por Santo Agostinho e a maioria dos libertários rejeita a religião, que é a vida do Estado ocidental, argumentou Bottum, e tanto os elementos libertários quanto os tradicionalistas da fusão de Meyer hoje tendem a descartar a necessidade de uma política externa agressiva. Bottum, em vez disso, ofereceu uma nova "tensão" entre religião e Iluminismo, um novo fusionismo de tradicionalistas religiosos e "neoconservadores de política externa" seculares, como foram reunidos na revista The Weekly Standard, onde ele era editor. Ele estava ciente de que isso poderia ser visto como uma "barganha bastante cínica" manipulada pelos neoconservadores, mas insistiu que isso resultou de "persuasão mútua" no debate com os conservadores sociais. A natureza do acordo não é clara, exceto em uma suposta oposição conjunta ao aborto. No entanto, até Bottom admitiu que quando a facção religiosa questionou a legitimidade do Tribunal em seu fracasso em acabar com o aborto, os neoconservadores o atacaram implacavelmente por questionar a legitimidade do governo. Embora Bottum tenha argumentado que a coligação sobreviveu à controvérsia, não está claro se os dois conseguirão gerir a questão da legitimidade, uma vez que esta é primária para os neoconservadores e, na melhor das hipóteses, secundária para os tradicionalistas religiosos.
Foi o liberal clássico FA Hayek, em "Liberdade, Razão e Tradição" que mais sistemática e implacavelmente perseguiu a natureza de uma síntese libertária/tradicionalista, mas relutou em dar-lhe um rótulo. Ele começou por distinguir entre duas visões da razão humana, uma especulativa/racionalista/utópica e uma empírica/evolucionista/institucional, que era "particularmente notável" nas suas diferentes suposições sobre a natureza humana. Os primeiros viam a inteligência e a bondade como naturais ao homem, enquanto os últimos argumentavam que as instituições deveriam ser criadas para que "pessoas más pudessem causar o mínimo de dano". Embora não tenha defendido isso por motivos religiosos, ele reconheceu que sua posição empírica estava "mais próxima da tradição cristã da falibilidade e pecaminosidade do homem, enquanto o perfeccionismo do racionalista está em conflito irreconciliável com ela". Para Hayek, assim como Meyer, liberdade e tradição estavam fundidas. “Por mais paradoxal que possa parecer, é provavelmente verdade que uma sociedade livre bem-sucedida será sempre, em grande medida, uma sociedade ligada à tradição”, pois uma sociedade livre necessita de costumes, leis e instituições cuja observância é uma “condição necessária” para a liberdade. A liberdade é o meio, mas os “valores em que nascemos fornecem os fins que a nossa razão deve servir”. Acreditava-se que essa fusão era essencial não apenas para a vida social, mas também para o pensamento, a ciência e a própria razão. Sem esse dualismo, não haveria liberdade histórica. Não foi por acaso que Hayek foi quem primeiro levou Meyer a chegar à sua filosofia madura. 

## Influência sobre Ronald Reagan
Quando Ronald Reagan chegou ao auge do poder na presidência em 1981, em seu primeiro discurso para uma audiência de seus aliados conservadores em Washington, lembrou-lhes as suas raízes. Depois de listar "líderes intelectuais como Russell Kirk, Friedrich Hayek, Henry Hazlitt, Milton Friedman, James Burnham, [e] Ludwig von Mises " como aqueles que "moldaram grande parte dos nossos pensamentos", ele discutiu apenas uma dessas influências em detalhes.
"É especialmente difícil acreditar que foi há apenas uma década, em um dia frio de abril em uma pequena colina no norte do estado de Nova York, que outro desses grandes pensadores, Frank Meyer, foi enterrado. Ele fez a terrível jornada que tantos outros fizeram: ele se livrou das garras do Deus [comunista] que falhou, e então, em seus escritos, moldou uma nova e vigorosa síntese do pensamento tradicional e libertário – uma síntese que hoje é reconhecida por muitos como conservadorismo moderno."
Tal como se lembrava, o novo presidente delineou as ideias que Meyer sintetizou como os princípios que motivaram esse novo movimento conservador.
"Foi Frank Meyer quem nos lembrou que o individualismo robusto da experiência americana era parte da corrente mais profunda do aprendizado e da cultura ocidentais. Ele mostrou que são o respeito pela lei, o apreço pela tradição e a consideração pelo consenso social que dão estabilidade às nossas instituições públicas e privadas. Essas ideias civilizadas ainda devem nos motivar, mesmo quando buscamos uma nova prosperidade econômica baseada na redução da interferência do governo no mercado. Nossos objetivos se complementam. Não estamos cortando o orçamento simplesmente em prol de uma gestão financeira mais sólida. Este é apenas um primeiro passo para devolver o poder aos estados e às comunidades, apenas um primeiro passo para reordenar o relacionamento entre cidadão e governo."
"Podemos tornar o governo responsivo ao povo outra vez, cortando seu tamanho e escopo e, assim, garantindo que suas funções legítimas sejam desempenhadas de forma eficiente e justa. Como nossa filosofia de governo é consistente, podemos ser muito claros: não temos uma agenda social separada, uma agenda econômica separada e uma agenda estrangeira separada. Temos uma agenda. Assim como buscamos colocar nossa casa financeira em ordem e reconstruir as defesas de nossa nação, também buscamos proteger os não nascidos, acabar com a manipulação de crianças em idade escolar por planejadores utópicos e permitir o reconhecimento de um Ser Supremo em nossas salas de aula, assim como permitimos tais reconhecimentos em outras instituições públicas."
A essência dessa síntese fusionista era "reduzir o tamanho e o escopo" do governo nacional e "devolver o poder aos estados e comunidades" para permitir que o tradicional "consenso social", seu "individualismo robusto" e o livre mercado restaurassem a prosperidade e a vitalidade cívica. Ronald Reagan levou a ideia de Meyer dessa síntese ocidental para o governo e pode reivindicar algum sucesso em traduzi-la no poder, pelo menos por um tempo.

## Livros
- The Moulding of Communists: the training of the Communist cadre, Nova York: Harcourt, Brace, 1961.
- In Defense of Freedom: A Conservative Credo, Chicago: Henry Regnery, 1962
- Left, Right and Center: Essays on Liberalism and Conservatism in the United States, ed. por Robert Goldwin, Frank Meyer, et al., Chicago: Rand, McNally, 1965
- The Conservative Mainstream, New Rochelle: Arlington House, 1969.

## Leitura complementar
- Preble, Christopher (2008).  Hamowy, Ronald, ed. The Encyclopedia of Libertarianism. Thousand Oaks, CA: Sage; Cato Institute. pp. 328–329. ISBN 978-1412965804. LCCN 2008009151. OCLC 750831024. doi:10.4135/9781412965811.n200